# إعدام تشارلز الأول

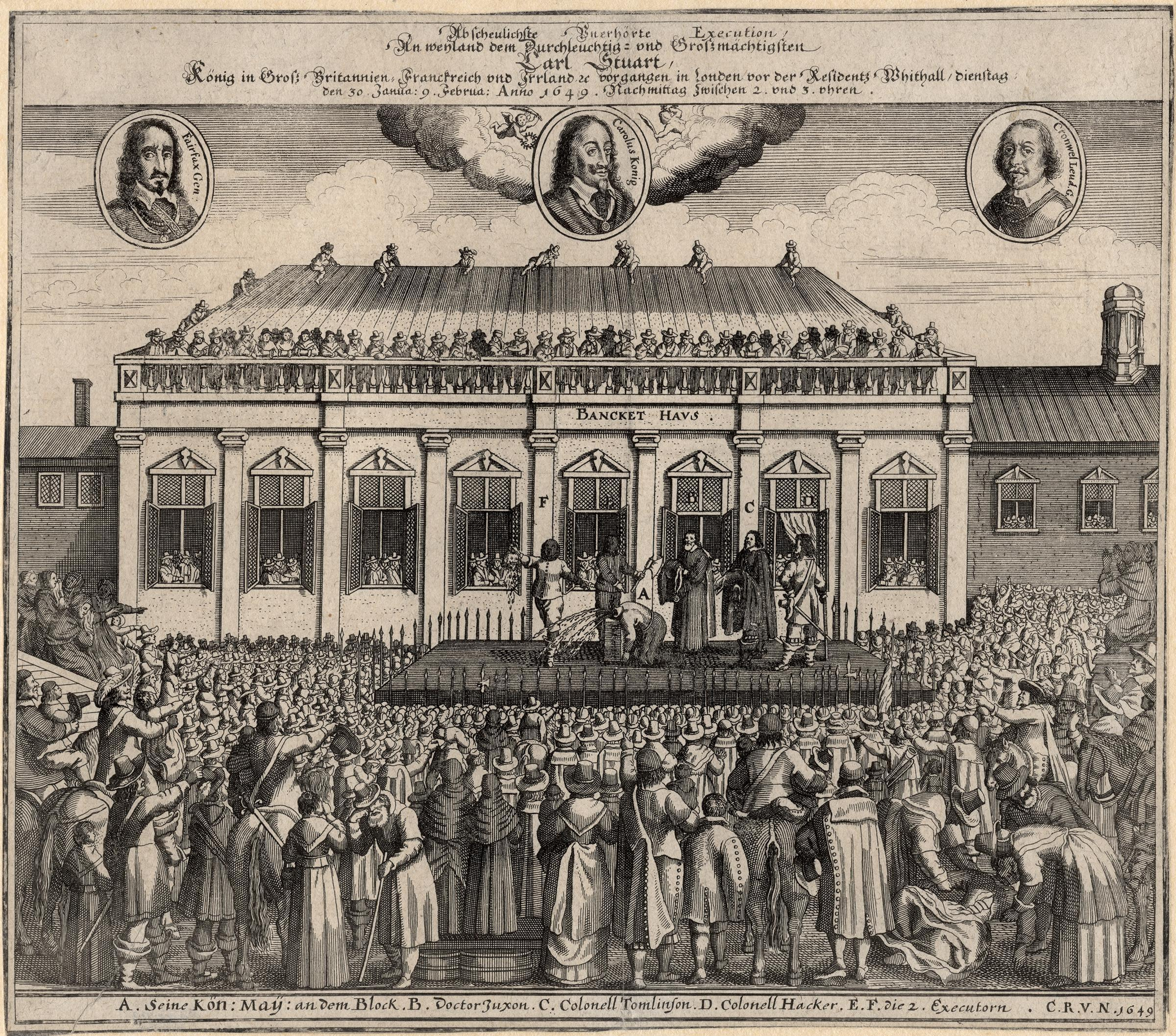
طباعة ألمانية معاصرة لإعدام تشارلز الأول خارج دار المآدب. بناء على أقرب تصوير أوروبي للإعدام.

تم إعدام تشارلز الأول بقطع رأسه يوم الثلاثاء 30 يناير 1649 خارج دار المآدب في وايتهول. كان الإعدام تتويجاً للنزاعات السياسية والعسكرية بين الملكيين والبرلمانيين في إنجلترا خلال الحرب الأهلية الإنجليزية، مما أدى إلى القبض على تشارلز الأول ومحاكمته. يوم السبت 27 يناير 1649، أعلنت محكمة العدل العليا في البرلمان بأن تشارلز مذنب وحاول «التمسك بنفسه بسلطة غير محدودة وطاغية للحكم وفقًا لإرادته، والإطاحة بحقوق الناس وحرياتهم» وحُكم عليه بالإعدام.
قضى تشارلز أيامه الأخيرة في قصر سانت جيمس، برفقة رعاياه الأكثر ولاءً وزار أولاده. في 30 يناير / كانون الثاني، اقتيد إلى سقالة سوداء كبيرة شُيدت أمام دار الحفلات، حيث كان من المقرر إعدامه. تجمع حشد كبير لمشاهدة عملية القتل. صعد تشارلز إلى السقالة وألقى كلمته الأخيرة - معلناً براءته من الجرائم التي اتهمه بها البرلمان، وادعى أنه «شهيد الشعب». لم يستطع الجمهور سماع الخطاب، بسبب قيام العديد من الحراس البرلمانيين بحجب السقالة، لكن رفيق تشارلز، ويليام جوكسون، سجلها باختصار. أعطى تشارلز بضع كلمات أخيرة لجكسون، مدعياً «تاجه غير القابل للفساد» في الجنة، ووضع رأسه على الكتلة. انتظر لحظات قليلة وقدم إشارة. قام الجلاد المجهول بقطع رأس تشارلز في ضربة واحدة وحمل رأس تشارلز على الحشد بصمت، فألقاه في سرب الجنود بعد فترة وجيزة.
يعد الإعدام أحد الأحداث الأكثر إثارة للجدل في تاريخ إنجلترا. يرى البعض أنها استشهاد لرجل بريء، حيث وصف مؤرخ الترميم إدوارد هايد «عام من اللوم والتشهير فوق كل السنوات التي مرت قبل ذلك؛ سنة من أرفع درجات النفاق والفساد، من أعمق الآثام والأكثر دموية التي لعنتها أي دولة على الإطلاق». وكتاب حزب المحافظين إسحاق داسرائيلي لتشارلز على أنه «حصل على الفأس مع نفسه تجمّع الفكر وتوفي مع الجلالة التي عاش بها»، مات شهيداً «مدنياً وسياسياً» لبريطانيا. لا يزال هناك آخرون يرون أنها خطوة حيوية نحو الديمقراطية في بريطانيا، حيث أعلن وكيل نيابة تشارلز الأول، جون كوك، أنها «صدرت حكمًا ليس ضد طاغية واحد فقط بل ضد الطغيان نفسه»، والمؤرخ ويغ صمويل راوسون غاردينر، الذي كتب أنه «مع وفاة تشارلز، تمت إزالة العقبة الرئيسية أمام إنشاء نظام دستوري. [...] النظام الملكي، كما فهم تشارلز، قد اختفى إلى الأبد».